# Jarville-la-Malgrange
Jarville-la-Malgrange est une commune française située dans le département de Meurthe-et-Moselle, en Lorraine, dans la région administrative Grand Est.
Ses habitants sont appelés Jarvillois(es).

## Géographie

### Localisation
Jarville se situe au nord-est de la France, au sud de Nancy. Ses communes limitrophes sont les suivantes : Heillecourt, Laneuveville-devant-Nancy, Tomblaine, Vandœuvre-lès-Nancy et Nancy.
Elle fait partie de la métropole du Grand Nancy aux côtés de 19 autres communes.
La ville est découpée en plusieurs quartiers principaux :
- La Californie ; grand ensemble comptant 1 810 habitants en 2013[2].
- Montaigu ; quartier pavillonnaire de la ville, on y trouve le château de Montaigu et son parc.
- La Malgrange est à la limite avec la ville de Vandœuvre, ce quartier date à peu près de 1930. Ses maisons sont pour la plupart adossées.
- République est l’artère principale de la ville. Elle joint la ville de Laneuveville-devant-Nancy à la ville de Nancy en passant par le centre-ville de Jarville avec ses commerces.
- Le Sancy est un quartier de logements sociaux et pavillonnaire localisé à proximité de la voie ferrée.

### Transports

#### Réseau urbain
Jarville-la-Malgrange est reliée au Grand Nancy grâce aux lignes du réseau de transport de l'agglomération nancéienne appelé Réseau Stan :
- Tempo 2 : Laneuveville Centre - Laxou Sapinière
- Ligne 12 : Heillecourt - Malzéville Savlons
- Ligne Corol (ligne circulaire desservant Vandœuvre, Jarville, Nancy, Laxou, Villers)
- Ligne 21 : Ludres Marvingt / Fléville - Nancy Gare
- Ligne 50 (scolaire) : Ludres - Jarville Sion
- Ligne 56 (scolaire) : Fléville - Jarville Sion
- Ligne 55 (scolaire) : Jarville La Malgrange - Heillecourt Collège Montaigu

### Réseau suburbain
Trois lignes du Réseau suburbain du bassin de vie de l'agglomération de Nancy traverse la ville à raison de 6 allers-retours par jour (2 le samedi et du lundi au samedi pendant les vacances et aucun les dimanches et jours fériés) dans le but de relier directement la commune de Nancy aux pays du Sel et Vermois. En dehors des heures de pointe, pour rejoindre ces lignes, il est alors nécessaire d'emprunter la ligne 2 jusqu'à son terminus pour effectuer la correspondance.
| Lignes | Tracé                                                                   |
| ------ | ----------------------------------------------------------------------- |
| 621    | Nancy Carnot <> Laneuveville Centre <> Saint Nicolas Le Nid <> Dombasle |
| 624    | Nancy Carnot <> Laneuveville Centre <> Dombasle Flainval                |
| 625    | Nancy Carnot <> Laneuveville Centre <> Dombasle Saulcy                  |

### Ligne interurbaine
Jarville-la-Malgrange est également desservie par la ligne R650 du réseau interurbain du département de Meurthe-et-Moselle (le réseau Fluo Grand Est 54) qui relie Nancy à Lunéville à l'identique de la ligne de train existante. Sur Jarville, 2 arrêts sont desservis : Jarville Mairie et l'Atelier.

### Chemin de fer
Plusieurs lignes de train du réseau TER Fluo Grand Est passent par Jarville :
- L4 : Nancy <> Epinal <> Remiremont
- L5 : Nancy <> Epinal <> Belfort
- L6 : Nancy <> Pont Saint Vincent <> Contrexéville - Merrey
- L11 : Nancy <> Lunéville <> Saint Dié Des Vosges
- L12 : Nancy <> Lunéville
- L19 / A13 : Nancy <> Strasbourg

Cependant, parmi ces dernières, seules deux y font arrêt : les lignes L6 et L12.

### Voie navigable
Jarville est traversée par le canal de la Marne au Rhin avec deux écluses, 26 et 26 bis.

### Hydrographie
La commune est dans le bassin versant du Rhin au sein du bassin Rhin-Meuse. Elle est drainée par la Meurthe, le canal de la Marne au Rhin et le ruisseau du Moulin,.
La Meurthe, d'une longueur de 161 km, prend sa source dans la commune du Valtin et se jette  dans la Moselle à Pompey, après avoir traversé 53 communes. Les caractéristiques hydrologiques de la Meurthe sont données par la station hydrologique située dans la commune de Laneuveville-devant-Nancy. Le débit moyen mensuel est de 35,5 m3/s. Le débit moyen journalier maximum est de 689 m3/s, atteint lors de la crue du 4 octobre 2006. Le débit instantané maximal est quant à lui de 779 m3/s, atteint le même jour.
Le canal de la Marne au Rhin, long de 293 km et comportant 178 écluses à l'origine, relie la Marne (à Vitry-le-François) au Rhin (à Strasbourg). Par le canal latéral de la Marne, il est connecté au réseau navigable de la Seine vers l'Île-de-France et la Normandie. 

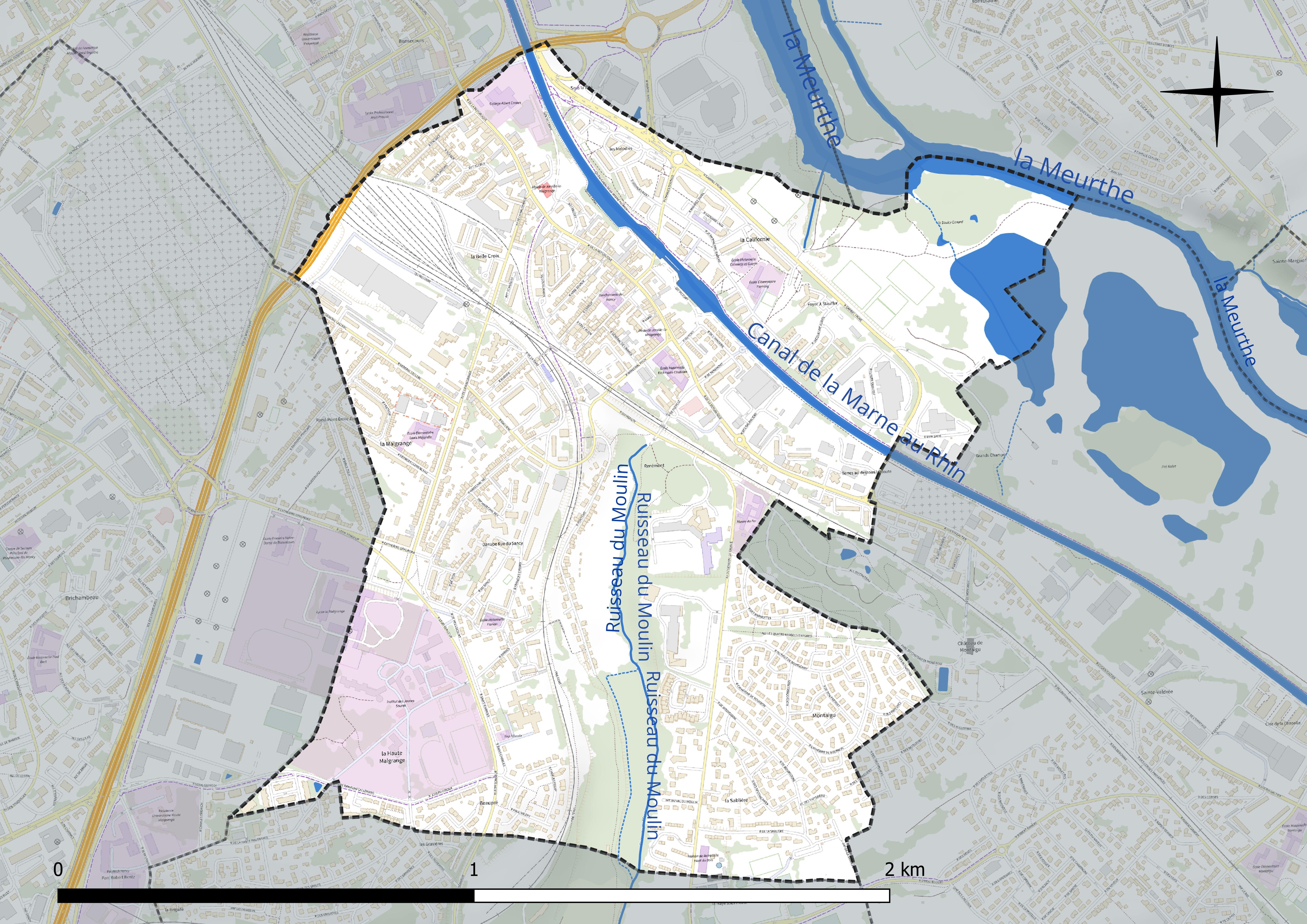
Réseau hydrographique de Jarville-la-Malgrange.

### Climat
Pour des articles plus généraux, voir Climat du Grand Est et Climat de Meurthe-et-Moselle.
En 2010, le climat de la commune est de type climat océanique dégradé des plaines du Centre et du Nord, selon une étude du Centre national de la recherche scientifique s'appuyant sur une série de données couvrant la période 1971-2000. En 2020, Météo-France publie une typologie des climats de la France métropolitaine dans laquelle la commune est exposée à un climat semi-continental et est dans la région climatique  Lorraine, plateau de Langres, Morvan, caractérisée par un hiver rude (1,5 °C), des vents modérés et des brouillards fréquents en automne et hiver. 
Pour la période 1971-2000, la température annuelle moyenne est de 9,9 °C, avec une amplitude thermique annuelle de 17 °C. Le cumul annuel moyen de précipitations est de 761 mm, avec 11,6 jours de précipitations en janvier et 9,2 jours en juillet. Pour la période 1991-2020, la température moyenne annuelle observée sur la station météorologique de Météo-France la plus proche, « Nancy-Essey », dans la commune de Tomblaine à 2 km à vol d'oiseau, est de 11,0 °C et le cumul annuel moyen de précipitations est de 746,3 mm. 
La température maximale relevée sur cette station est de 40,1 °C, atteinte le 24 juillet 2019 ; la température minimale est de −24,8 °C, atteinte le 21 février 1956,,. 
| Mois                                  | jan.             | fév.             | mars             | avril           | mai             | juin           | jui.          | août           | sep.            | oct.            | nov.             | déc.             | année      |
| ------------------------------------- | ---------------- | ---------------- | ---------------- | --------------- | --------------- | -------------- | ------------- | -------------- | --------------- | --------------- | ---------------- | ---------------- | ---------- |
| Température minimale moyenne (°C)     | −0,2             | 0                | 2,1              | 4,5             | 8,7             | 12,2           | 14,2          | 13,9           | 10,2            | 7,1             | 3,4              | 1                | 6,4        |
| Température moyenne (°C)              | 2,6              | 3,5              | 6,9              | 10,2            | 14,2            | 17,9           | 20            | 19,6           | 15,6            | 11,3            | 6,4              | 3,5              | 11         |
| Température maximale moyenne (°C)     | 5,4              | 7,1              | 11,6             | 15,8            | 19,8            | 23,5           | 25,8          | 25,4           | 20,9            | 15,5            | 9,4              | 6                | 15,5       |
| Record de froid (°C) date du record   | −21,6 13.01.1968 | −24,8 21.02.1956 | −15,9 04.03.1965 | −6,8 02.04.1958 | −4,2 03.05.1960 | 1,6 05.06.1953 | 2 01.07.1962  | 2,8 26.08.1966 | −1,3 24.09.1948 | −7,9 27.10.1950 | −12,7 23.11.1998 | −21,3 30.12.1939 | −24,8 1956 |
| Record de chaleur (°C) date du record | 16,8 05.01.1999  | 20,8 27.02.19    | 26 31.03.21      | 29,3 18.04.1949 | 33 28.05.17     | 37,2 26.06.19  | 40,1 24.07.19 | 39,3 08.08.03  | 34,4 15.09.20   | 27,6 13.10.23   | 22,7 02.11.20    | 18,5 16.12.1989  | 40,1 2019  |
| Ensoleillement (h)                    | 524              | 801              | 1 396            | 1 812           | 2 056           | 2 235          | 2 348         | 2 194          | 1 719           | 1 046           | 521              | 432              | 17 083     |
| Précipitations (mm)                   | 64,4             | 54,8             | 54,1             | 44,3            | 67,9            | 56             | 63            | 67,2           | 61,1            | 66,5            | 68,9             | 78,1             | 746,3      |

| Diagramme climatique                                  |          |             |             |             |            |            |              |              |             |            |        |
| J                                                     | F        | M           | A           | M           | J          | J          | A            | S            | O           | N          | D      |
| 5,4−0,264,4                                           | 7,1054,8 | 11,62,154,1 | 15,84,544,3 | 19,88,767,9 | 23,512,256 | 25,814,263 | 25,413,967,2 | 20,910,261,1 | 15,57,166,5 | 9,43,468,9 | 6178,1 |
| Moyennes : • Temp. maxi et mini °C • Précipitation mm |          |             |             |             |            |            |              |              |             |            |        |

Les paramètres climatiques de la commune ont été estimés pour le milieu du siècle (2041-2070) selon différents scénarios d'émission de gaz à effet de serre à partir des nouvelles projections climatiques de référence DRIAS-2020. Ils sont consultables sur un site dédié publié par Météo-France en novembre 2022.

## Urbanisme

### Typologie
Au 1er janvier 2024, Jarville-la-Malgrange est catégorisée grand centre urbain, selon la nouvelle grille communale de densité à sept niveaux définie par l'Insee en 2022.
Elle appartient à l'unité urbaine de Nancy, une agglomération intra-départementale regroupant 28  communes, dont elle est une commune de la banlieue,,. Par ailleurs la commune fait partie de l'aire d'attraction de Nancy, dont elle est une commune du pôle principal,. Cette aire, qui regroupe 353 communes, est catégorisée dans les aires de 200 000 à moins de 700 000 habitants,.

### Occupation des sols
L'occupation des sols de la commune, telle qu'elle ressort de la base de données européenne d’occupation biophysique des sols Corine Land Cover (CLC), est marquée par l'importance des territoires artificialisés (80,3 % en 2018), en augmentation par rapport à 1990 (77,7 %). La répartition détaillée en 2018 est la suivante : zones urbanisées (54,6 %), zones industrielles ou commerciales et réseaux de communication (22,6 %), prairies (9,3 %), zones agricoles hétérogènes (7,7 %), espaces verts artificialisés, non agricoles (3,1 %), eaux continentales (2,6 %). L'évolution de l’occupation des sols de la commune et de ses infrastructures peut être observée sur les différentes représentations cartographiques du territoire : la carte de Cassini (XVIIIe siècle), la carte d'état-major (1820-1866) et les cartes ou photos aériennes de l'IGN pour la période actuelle (1950 à aujourd'hui).

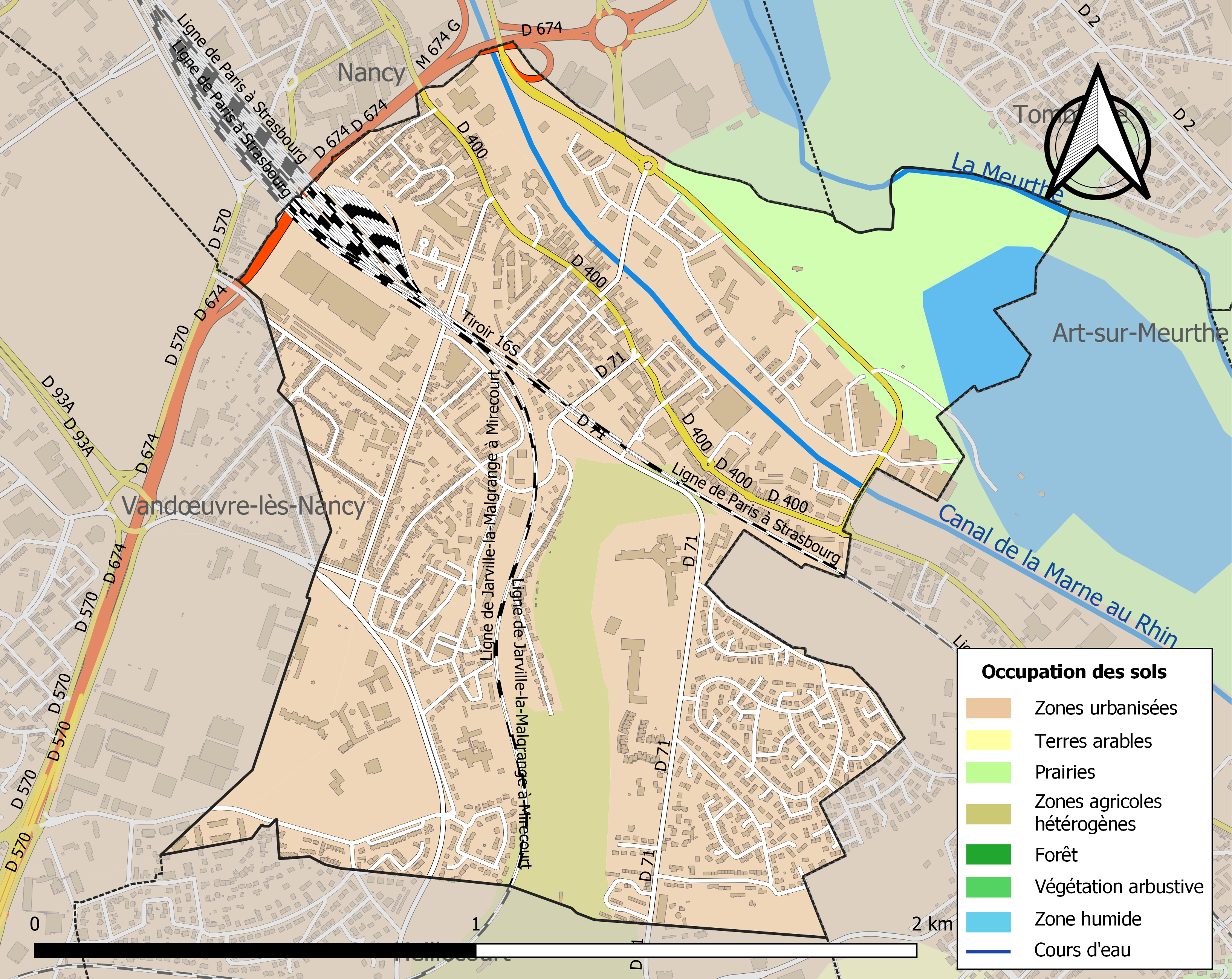
Carte des infrastructures et de l'occupation des sols de la commune en 2018 (CLC).

## Toponymie
Jarville est attesté sous les formes Jarcivilla (1314), Jarvilla (1519), Jareville (1536), Jarville (1793), Jarville-la-Malgrange (1936).
Malgrange, ancien écart, est attesté sous les formes La Valgrange (1401), La Malle grainge (1558), La Mallegrange lès Nancy (1563), La Vieille Malgrange (1604).

C’est de ce nom de l’une des dépendances du château local, résidence secondaire, des ducs de Lorraine, dont la Duchesse Catherine de Bourbon, première épouse du Duc Henri II, avait fait sa résidence principale.

Une grange du château était utilisée pour célébrer le culte protestant, « Chose qui, dans la très catholique Lorraine, choquait profondément les habitants de Jarville, qui se sont donc mis à surnommer la fameuse grange du nom de Malgrange, ou de mauvaise grange voire de grange du mal », raconte Kévin Gœuriot.

## Histoire
- Ce village de l'ancien duché de Lorraine a dépendu du fief, de la prévôté, de la châtellenie et du bailliage de Nancy[23].
- La bataille de Nancy qui opposa le dimanche 5 janvier 1477 les armées du duc de Lorraine et de Charles le Téméraire se déroula en partie sur le territoire de la commune : c'est derrière le bois de Jarville que fit halte l'armée lorraine et suisse, et que le duc René tint conseil avec les principaux capitaines sur l'ordonnance du combat[23].
- Stanislas Leszczynski, ex-roi de Pologne, duc de Lorraine de 1737 à 1766, résida souvent au château de la Malgrange, occupé par le duc Ossolinski jusqu'en 1756, puis par la favorite du roi, la marquise de Boufflers ; à la mort de Stanislas, le château fut vendu à Jacques Philippe de Choiseul-Stainville, frère du duc de Choiseul, mais Mme de Boufflers conserva la jouissance du pavillon de la Ménagerie jusqu'à son décès (1786)[24].
- En 1787, fut fondée une manufacture pour teindre le coton par messieurs Marmod et de Blâmont[23].
- Le premier vol postal réalisé en France eut lieu le 31 juillet 1912 entre Jarville et Lunéville.
- Il y avait cinq hauts fourneaux à Jarville, situés à l'emplacement de la zone d'activité des portes de Jarville.

## Économie
La ville possède une zone d'activité commerciale appelée « les Portes de Jarville ». La rue de la République est, elle, la principale rue commerçante de la ville. Une zone de commerces de proximité avec pôle médical se situant dans le secteur Malgrange. Trois zones d'activités, la ZA Leclerc dans le secteur Malgrange, la ZA Gabriel-Fauré en direction de Tomblaine, et la ZA Renémont.
Un conseil de l'activité économique a été créé pour soutenir le commerce de proximité qui a du mal à résister face aux zones d’activités.
Une taxe sur les friches commerciales a aussi été instaurée en janvier 2017 pour encadrer les loyers sur les bâtiments commerciaux vacants.
Il existe une association de commerçants nommée JARVILLE AFFAIRE. Celle-ci organise d'ailleurs tous les ans une « semaine commerciale » qui se déroule en début d'année scolaire.
- Brasserie Grenaille, « microbrasserie » artisanale créée en 2011. 6 bières différentes, stages de brassage.
- Les ruches de Montaigu : apiculteur.
- Le café de la gare (café des Résistants) : tenu par un couple.

## Politique et administration

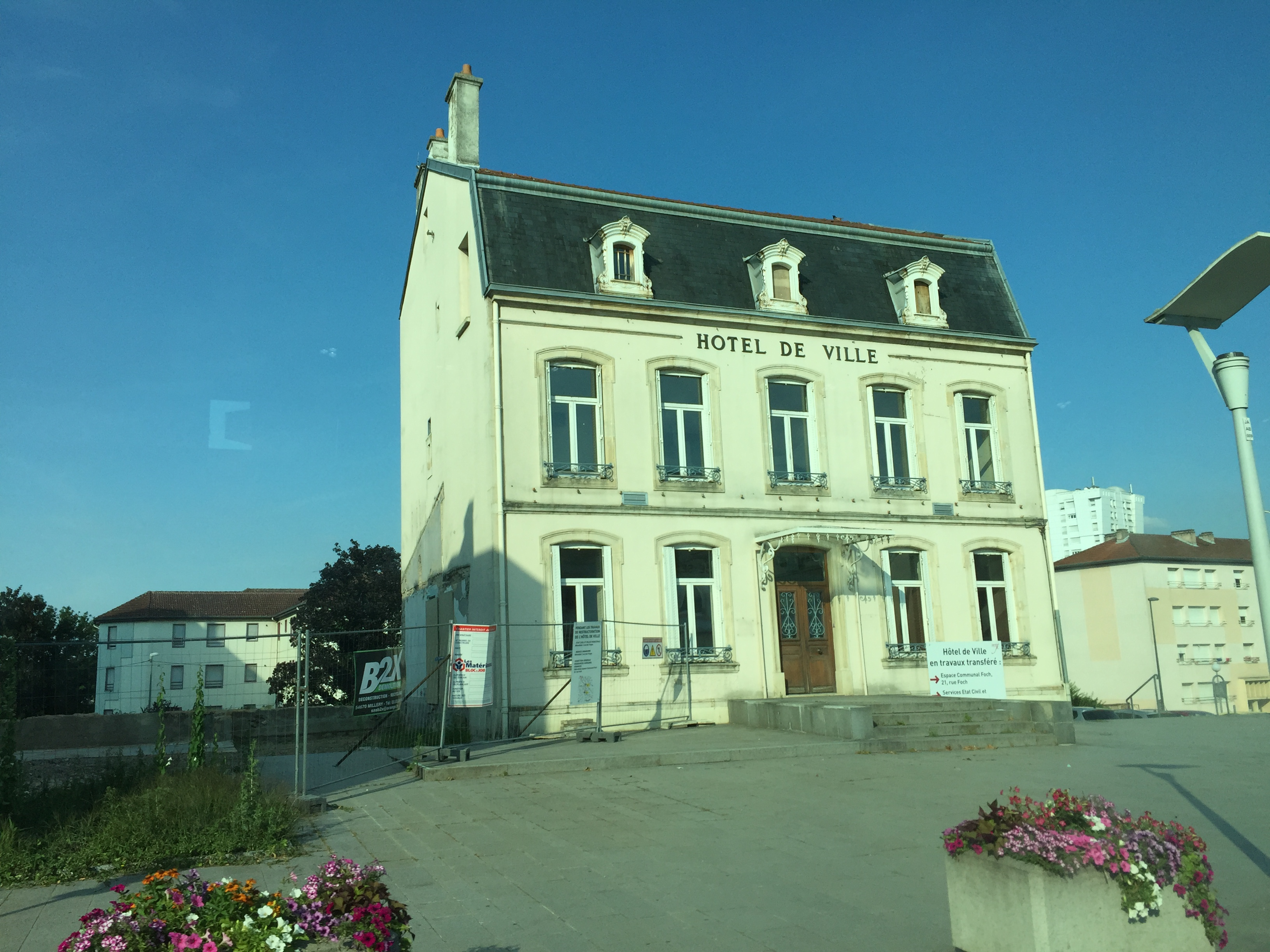
Hôtel de ville.

### Tendances politiques et résultats
Lors du 2d tour de l'élection présidentielle de 2017 à Jarville-la-Malgrange, Emmanuel Macron (En Marche!) arrive à la première place avec 64,58 % des voix. Marine Le Pen (Front national) se place en seconde position, comptant 35,42 % des suffrages.
Sur l'ensemble des électeurs, 8,3 % ont voté blanc.

## Population et société

### Démographie
L'évolution du nombre d'habitants est connue à travers les recensements de la population effectués dans la commune depuis 1793. Pour les communes de moins de 10 000 habitants, une enquête de recensement portant sur toute la population est réalisée tous les cinq ans, les populations de référence des années intermédiaires étant quant à elles estimées par interpolation ou extrapolation. Pour la commune, le premier recensement exhaustif entrant dans le cadre du nouveau dispositif a été réalisé en 2005.

En 2022, la commune comptait 9 362 habitants, en évolution de +1,4 % par rapport à 2016 (Meurthe-et-Moselle : −0,13 %, France hors Mayotte : +2,11 %).
| 1793 | 1800 | 1806 | 1821 | 1831 | 1836 | 1841 | 1846 | 1851 |
| ---- | ---- | ---- | ---- | ---- | ---- | ---- | ---- | ---- |
| 260  | 278  | 315  | 352  | 341  | 389  | 492  | 567  | 622  |

| 1856 | 1861 | 1872 | 1876  | 1881  | 1886  | 1891  | 1896  | 1901  |
| ---- | ---- | ---- | ----- | ----- | ----- | ----- | ----- | ----- |
| 710  | 760  | 955  | 1 426 | 1 775 | 2 125 | 2 577 | 3 177 | 3 530 |

| 1906  | 1911  | 1921  | 1926  | 1931  | 1936  | 1946  | 1954  | 1962  |
| ----- | ----- | ----- | ----- | ----- | ----- | ----- | ----- | ----- |
| 3 720 | 4 241 | 4 186 | 4 480 | 4 790 | 5 270 | 5 145 | 6 206 | 6 686 |

| 1968   | 1975   | 1982   | 1990  | 1999  | 2005  | 2006  | 2010  | 2015  |
| ------ | ------ | ------ | ----- | ----- | ----- | ----- | ----- | ----- |
| 12 154 | 12 302 | 11 350 | 9 992 | 9 746 | 9 546 | 9 444 | 9 385 | 9 273 |

| 2020  | 2022  | - | - | - | - | - | - | - |
| ----- | ----- | - | - | - | - | - | - | - |
| 9 396 | 9 362 | - | - | - | - | - | - | - |

### Enseignement
| Écoles Maternelle                               | Écoles Elementaire                              | COLLEGES LYCEES                                                  |
| ----------------------------------------------- | ----------------------------------------------- | ---------------------------------------------------------------- |
| - Erckmann-Chatrian - Florian - Calmette-Guérin | - Erckmann-Chatrian - Louis-Majorelle - Fleming | - Collège Albert-Camus - Lycée et collège privés de la Malgrange |

La Malgrange est un établissement scolaire privé catholique, installé en partie dans l'ancien château de La Malgrange, une des demeures de Stanislas Leszczyński, situé dans la banlieue sud de Nancy, aux confins des territoires des communes de Jarville-la-Malgrange et de Vandœuvre-lès-Nancy.

#### Institut des Jeunes Sourds de La Malgrange
L’Institut des jeunes sourds (IJS), intitulé à l’époque l’École des sourds et m, est créé en 1827 au centre-ville de Nancy par Joseph Piroux, professeur et éducateur, précurseur dans l’éducation des sourds. Après son décès, l’activité est confiée à la congrégation des sœurs de Saint - et l’établissement est transféré à la Petite Malgrange, sur une hauteur boisée de Jarville-la-Malgrange.

### Activités sportives et loisirs
- Jarville Jeunesse Foot est un club important dans le mouvement sportif grand nancéien. Un accord a d'ailleurs été signé avec le club RC Strasbourg[32]
- Jarville Jeune Handball
- APN de Jarville (école de pêche Les petits futés de la ligne[33])

### Vie militaire
Unités ayant tenu garnison à Jarville-la-Malgrange :
- 26e Régiment d'Infanterie, 1939-1940

### QuartierLa Californie
La Californie est un quartier de Jarville constitué de grands ensembles de logements sociaux construits entre 1950 et 1970 sur le terrain de la Société de forge et d'aciérie, qui a notamment accueilli les familles délogées à la création du centre commercial Saint Sébastien en centre-ville. 
Auparavant deux usines métallurgiques s'installèrent sur le site en 1864, rachetées à la fin des années 1880, elles sont finalement laissées à l'abandon dès 1928.
Au total, 920 logements voient le jour en mai 1966.
Le quartier de la Californie est placé en Quartier prioritaire de la politique de la ville.

### Association et prévention
Certaines associations sont présentes dans la commune pour faire de la prévention contre la délinquance, mais aussi pour permettre aux plus démunis de pouvoir voyager ou initier des projets.

## Culture locale et patrimoine

### Lieux et monuments

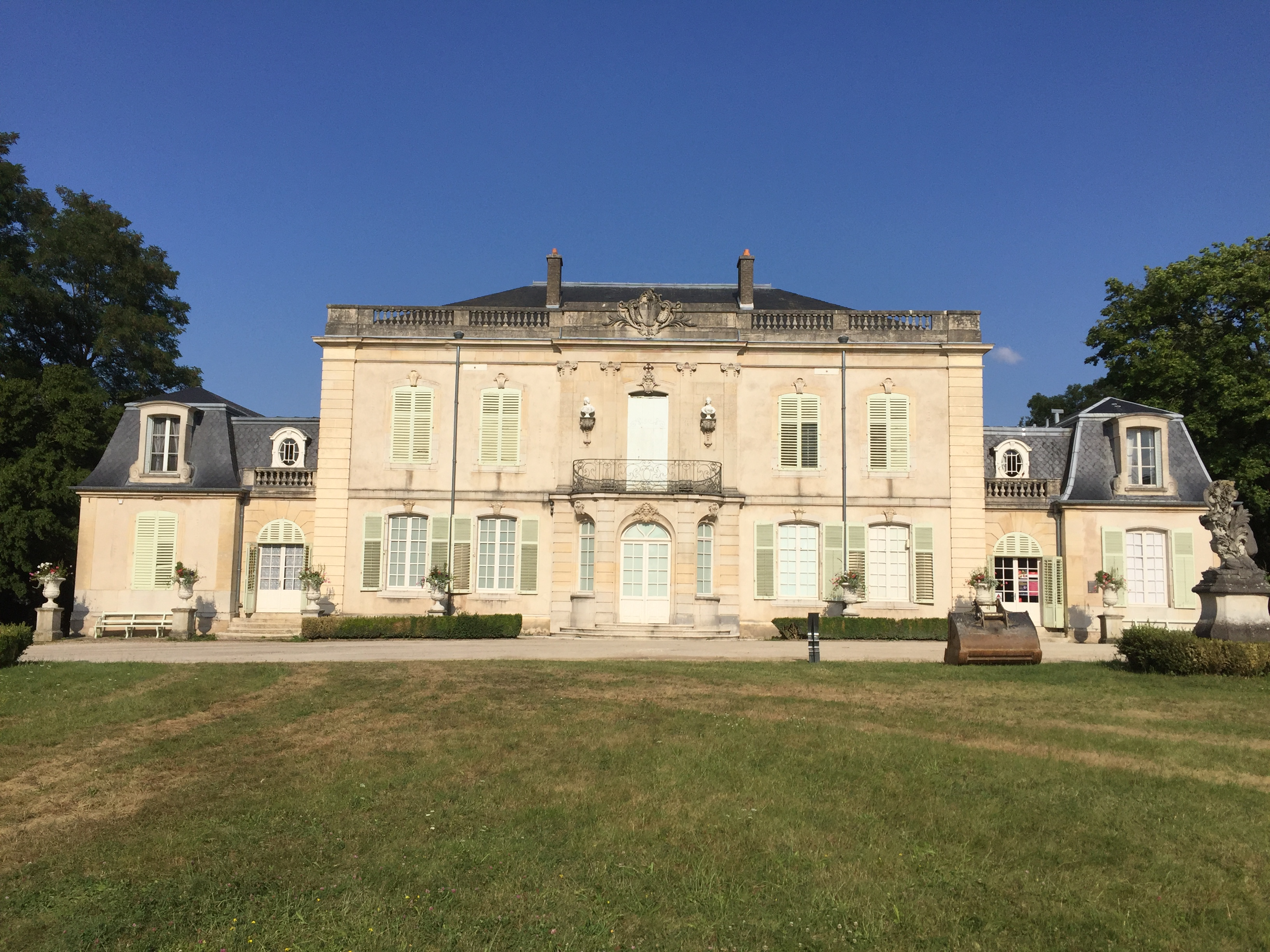
Château de Montaigu.

- Château de Montaigu, au sein du parc de Montaigu[37], objets d'un classement au titre des monuments historiques par arrêté du 27 janvier 1958[38].
- Parc du château de Montaigu, le château est dans la commune de Laneuveville-devant-Nancy.
- Château de La Malgrange : la Vieille Malgrange datait sans doute du Moyen Âge, puis la Neuve Malgrange avait été élevée à très peu de distance de la précédente au milieu du XVIe siècle par Nicolas de Mercœur ; elle fut habitée de 1599 à 1604 par Catherine de Bourbon, sœur de Henri IV de France et épouse d'Henri II de Lorraine. Une reconstruction fut entreprise de 1711 à 1715 par le duc Léopold Ier de Lorraine, mais elle ne fut pas menée à son terme. Finalement, la démolition du bâtiment fut ordonnée par Stanislas Leszczynski en 1738 ; quelques éléments furent remployés à l'église Notre-Dame-de-Bonsecours de Nancy. Un nouveau château fut construit à partir de 1739. Depuis le milieu du XIXe siècle, le domaine abrite le collège de la Malgrange, établissement secondaire catholique.
- Château de Renémont construit en 1817 pour Catherine Masson ; en 1842, Jules Gouy le transforma en véritable château en faisant remonter sur la façade les éléments d'une galerie Renaissance provenant de l'hôtel Lunati-Visconti de Nancy. Acheté en 1937 par l'évêché de Nancy.
- Canal de la Marne-au-Rhin : port, écluse.

#### Édifices religieux
- Église du Sacré-Cœur XIXe siècle.
- Chapelle Saint-Pierre-Fourrier, actuellement institut des sourds quartier La Malgrange.
- Ancienne chapelle du Petit Séminaire, actuellement maison des Compagnons de Nancy, à Renémont.

#### Musée

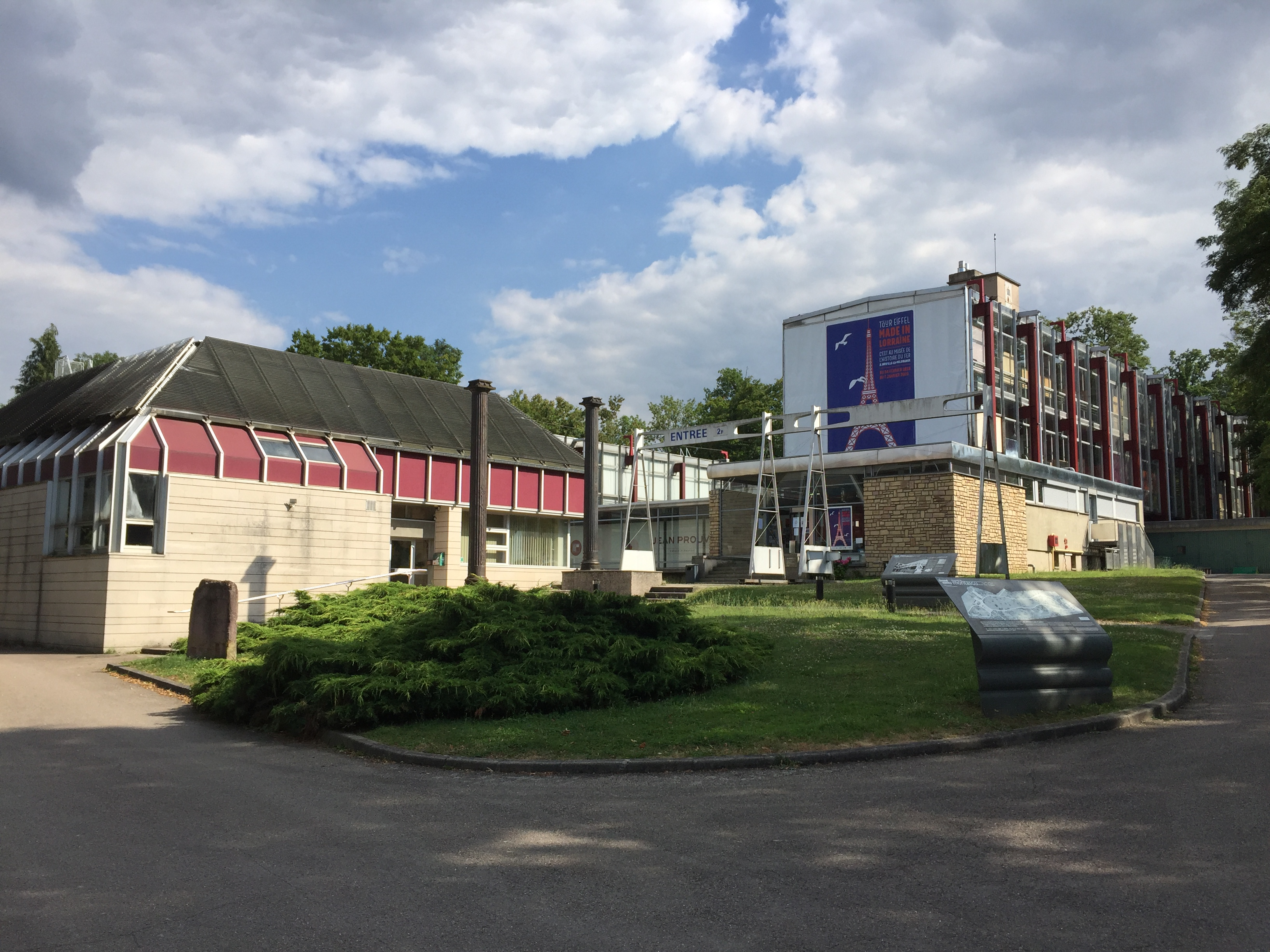
Musée de l'histoire du fer.

- Le Féru des sciences[39], anciennement Musée de l'histoire du Fer.

### Personnalités liées à la commune
- Le maréchal Ney avait une propriété à la Malgrange[40] ;
- Johnny Ludécher (1928-2001), danseur français, né à Jarville-la-Malgrange.
- Jacky Receveur, ancien footballeur français du FC Metz, né en 1949 à Jarville.
- Patrick Bernhard, ancien footballeur de l'ASNL, né en 1951 à Jarville, devenu entraineur.
- David DAVID, artiste sculpteur et peintre, né en 1981 à Jarville.
- Virginie Despentes, écrivaine et réalisatrice, a vécu à Jarville durant son enfance et son adolescence.

### Manifestations
- Fête des Pommes. Début octobre.
- J[ART]ville dans la rue :  dans la rue de République, artère et centre de la ville. Braderie et exposition de tableaux d'artistes. Début juin.
- Jardins de ville, jardins de vie :  manifestation située sur le domaine du château de Montaigu autour de la nature, du mouvement écologique, et de l'artisanat. Fin septembre.

### Culture
La ville investit beaucoup dans la culture avec de nombreuses activités, adresses, et programmations durant l'année. La fusion en l'atelier et la MJC Jarville jeunes en est la preuve.
Plusieurs manifestations, en lien avec le Nancy Jazz Pulsations sont organisées durant les mois de septembre/octobre.
Durant l'année, un programme de spectacles et concerts est établi par la MJC Jarville Jeunes. La rénovation de la salle des fêtes en "kiosque" a été effectuée pour accueillir des événements culturels.
| années | artistes / groupes   | lieux           |
| ------ | -------------------- | --------------- |
| 2015   | Thomas Schoeffler Jr | Salle des fêtes |
| 2018   | Olivier Gotti        | le kiosque      |

### Héraldique
| Blason de Jarville-la-Malgrange | Blason  | De gueules à la croix de Lorraine d'argent surmontant un briquet d'or. |
| Blason de Jarville-la-Malgrange | Détails | Le rouge (gueule) symbolise le sang versé lors de la bataille de Nancy en 1477 opposant les troupes du duc de Lorraine représentées par la croix de Lorraine (à double traverses) aux troupes de Bourgogne du duc Charles le Téméraire représentées par le « briquet » de la toison d'or en forme de B majuscule. Une partie de la bataille s'est déroulée sur le territoire de Jarville la malgrange. Le statut officiel du blason reste à déterminer. |